# Limba germană
Limba germană (în germană deutsche Sprache, uzual Deutsch [ˈdɔʏtʃ]ⓘ) este o limbă germanică care aparține grupului vestic al limbilor germanice (i.e., limbi vest-germanice sau occidentale). Formează împreună cu neerlandeza (olandeza) un continuum dialectal la granița dintre Europa Centrală și de Vest. Fiind o limbă pluricentrică, germana are ca variantă oficială principală germana standard (germană Hochdeutsch – varianta literară standardizată a limbii), forma predominantă fiind cea din Germania (germană Bundesdeutsch). Pe lângă aceasta formă predominantă, germana mai are alte două forme standardizate importante, mai precis germana austriacă (germană Österreichisches Deutsch) respectiv germana elvețiană (germană Schweizer Hochdeutsch). În afara variantelor standardizate, limba germană este vorbită la nivel regional într-o serie de dialecte, cunoscute ca dialectele limbii germane (germană Deutsche Dialekte sau Deutsche Mundarten).
Germana este vorbită ca limbă maternă de majoritatea populației în Germania, Austria, Elveția, Luxemburg și Liechtenstein, în estul Belgiei, precum și în regiunea Schleswigul de Nord/Norslesvig (Nordschleswig) din sudul Danemarcei (în sudul peninsulei Iutlanda, mai precis), în regiunea autonomă Tirolul de Sud (Südtirol) din nordul Italiei, în voievodatul Opole al Poloniei și în regiunile Alsacia (Elsass) și Lorena (Lothringen) din Franța. De asemenea, germana e vorbită ca limbă maternă de 45 mii de persoane în Cehia (mai ales în regiunea istorico-geografică Egerland) și de cca. 110 mii de persoane în Ungaria (cu precădere în regiunea istorico-geografică Transdanubia (maghiară Dunántúl) fiind folosită ca limbă oficială locală în orașul Sopron sau Ödenburg).
În România, conform recensământului populației din 2022, limba germană este vorbită de circa 0,1% din populația țării. De asemenea, limba germană este recunoscută oficial la nivel guvernamental ca limbă a unei minorității naționale (i.e., a germanilor din România) și este vorbită cu precădere la nivel nativ în Transilvania (de sașii transilvăneni, landleri, țipțeri precum și șvabii sătmăreni) respectiv Banat (de șvabii bănățeni). La nivel nativ, ca limbă a unei minorități etnice naționale, germana mai este vorbită în România de comunități germanofone mai mici, mai precis germanii bucovineni (în sudul Bucovinei, județul Suceava) respectiv germanii regățeni (în Moldova și Țara Românească, i.e., pe cuprinsul celor două regiunilor istorice românești ale Vechiului Regat) sau cei dobrogeni (în nordul Dobrogei). Pe lângă germana standard, minoritățile germanofone din România vorbesc o serie de dialecte, în funcție de regiunea lor nativă (unul dintre cele mai notabile fiind dialectul săsesc). În trecut, în Regatul României, limba germana a fost vorbită în Basarabia de asemenea de minoritatea germanofonă a germanilor basarabeni.
În plus, limba germană este vorbită de un număr destul de mare de coloniști și imigranți germani în SUA (cca. 45 milioane de etnici germani dintre care 6,1 milioane utilizează germana ca limbă maternă), Canada (2,5 milioane de etnici germani dintre care 300 mii vorbitori nativi de germană), Mexic (90 mii vorbitori ca limbă maternă), Argentina (1,5 milioane de persoane cu descendență germană dintre care 350 mii folosesc germana ca limbă maternă), Uruguay (40 mii de etnici germani, inclusiv 10 mii vorbitori de germană ca limbă maternă), Brazilia (cca. 5 milioane de etnici germani dintre care 900 mii vorbesc germana ca limbă maternă), Paraguay (250 mii vorbitori ca limbă maternă), Chile (cca. 150 mii de etnici germani dintre care 20 mii vorbitori nativi de germană), Namibia (30 mii vorbitori ca limbă maternă), Rusia (450 mii vorbitori ca limbă maternă), Kazahstan (350 mii vorbitori ca limbă maternă) și Australia (cca. 1 milion de etnici germani dintre care 200 mii mai rămân vorbitori nativi de germană).

## Pronunție și grafie
Detaliile din această secțiune se referă, în primul rând, la limba germană standard (Hochdeutsch). Pronunția în celelalte dialecte germane poate diferi mult de pronunția standard.
Lungimea (sau cantitatea) sunetelor joacă un rol important în limba germană. O vocală pronunțată lung sau scurt poate produce o diferență între două cuvinte care în rest sunt identice. De exemplu, Miete, cu i pronunțat lung, înseamnă „chirie”, dar Mitte, cu i pronunțat scurt, înseamnă „mijloc”, „centru”. Ofen, cu o lung, înseamnă „cuptor”, „sobă”, dar offen, cu o scurt, înseamnă „deschis”. După cum se observă din aceste exemple, în limba germană și substantivele comune sunt scrise cu inițială majusculă.
Pentru a distinge între vocale lungi și vocale scurte, ortografia germană folosește consoane simple sau duble. După vocale scurte se scriu, de obicei, consoane duble (tt, dt, ll, ck, mm, nn, ss, tz etc.), iar după vocale lungi sau diftongi se scriu consoane simple (t, d, l, m, n, s, z etc.). Pentru a se reda sunetul s după o vocală lungă sau după diftong, în scrierea germană se folosește în multe cazuri, încă din evul mediu, și litera specială ß, numită pe românește „s dur” sau și „s ascuțit” (scharfes S sau Eszett). Astfel: ich esse (= eu mănânc) se pronunță cu e scurt, dar ich aß (= eu mâncam, am mâncat) se pronunță cu a lung.
Multă vreme pentru litera minusculă specială ß nu a existat majusculă corespunzătoare. În loc de „s dur mare”, care nu a existat, se scria SS. Totuși, în iunie 2008 organizațiile internaționale de standardizare ISO și DIN au hotărât introducerea literei majuscule „s dur” cu codul Unicode 1E9E. Motivul este normarea tehnicilor de scriere. Noua literă „s dur majuscul” încă nu este întâlnită în practică.
În germana din Elveția și Liechtenstein litera ß nu se folosește deloc, și în loc de ß se scrie ss.
O altă deosebire față de română, întâlnită în multe dialecte germane actuale, este faptul că litera r se pronunță foarte voalat, și uneori nici nu se distinge acustic.
Vocalele a, o și u se folosesc și în varianta cu umlaut, care este o modificare a pronunției lor. Umlautul se notează în scris cu semnul diacritic numit „tremă”, format din două puncte plasate orizontal deasupra literei: ä, ö și ü, iar la majuscule: Ä, Ö și Ü.
- ä și Ä se pronunță asemănător cu un „e” românesc, dar foarte deschis;
- ö și Ö se pronunță asemănător cu „eo”, așa ca în cuvintele românești foehn, bleu și loess.
- ü și Ü se pronunță asemănător cu „iu”, așa ca în cuvintele românești etui și tul.

În loc de vocală cu umlaut se mai poate scrie și: ae, respectiv oe și ue (excepție: în numele proprii), dar aceste perechi de litere se pronunță la fel ca și ä respectiv ö și ü.
Alte particularități fonetice germane:
- äu se pronunță (simplificat) ca și „oi”.
- c se pronunță în multe cazuri ca și „țe”;
- e se pronunță deseori ca un „ă”;
- ei se pronunță ca și „ai”;
- eu se pronunță (simplificat) ca și „oi”.
- ge se pronunță ca „ghe”;
- gi se pronunță ca și „ghi”;
- j se pronunță ca un „i”;
- r se pronunță în multe dialecte germane foarte voalat, eventual chiar deloc
- s se pronunță în multe cazuri ca și „z”;
- sch se pronunță ca un „ș”;
- sp se pronunță în multe cazuri ca și „șp”; în unele dialecte nordice se pronunță sp;
- st se pronunță în multe cazuri ca și „șt”; în unele dialecte nordice se pronunță st;
- v se pronunță ca un „f”;
- w se pronunță ca un „v”; excepție:
  - în multe nume proprii germane, w-ul final nu se pronunță deloc: Beeskow; Treptow; Pankow; Bülow; Thiessow, și multe altele;
- y se pronunță ca și „ü” (vezi mai sus);
- z se pronunță ca un „ț”.

## Istorie
Istoria limbii germane își are originea odată cu apariția limbii germane vechi (i.e., Althochdeutsch). Lucrările scrise pentru această limbă au apărut la sfârșitul secolului al IX-lea. Aceste lucrări erau în mare parte scrieri religioase. Printre aceste scrieri putem enumera: Georgslied, Ludwigslied, Evangelienbuch, precum și alte imnuri și rugăciuni.
Una dintre primele poezii creștine ce a fost scrisă în limba germană înaltă veche se numea Muspilli. Cartea descrie situația în care ajunge sufletul omului după moarte. O altă scriere în limba germană înaltă veche este Hildebrandslied, un poem secular. Cartea descrie povestea dintre un tată și un fiu care s-au cunoscut intr-o luptă. Aceste două scrieri au fost unele dintre primele opere ce aveau conținut laic. În cartea Hildebrandslied, se poate observa pentru prima dată, într-un text scris în limba germană, utilizarea concomitentă a dialectelor vechi germane, cât și a celor săsești vechi.
Limba germană înaltă veche nu avea o structură constantă, care funcționa simultan pe întreg teritoriu al Germaniei de astăzi. Aceasta era prezentă prin existența mai multor dialecte regionale. Cele mai cunoscute dialecte din zona Germaniei, din secolul VII, erau cele bavareze, turingice și alamane. Aceste dialecte circulau in sud-centrul Germaniei contemporane, precum și în zona Austriei de astăzi. Conform izvoarelor istorice, limba germană înaltă veche a fost la început influențata de limba latină, iar scrisul pentru această limbă se folosea ocazional (în special pentru textele religioase) în alfabetul latin.
Cu toate ca limba germană înaltă veche era predominantă in zona Germaniei, această limbă a avut de suferit o serie de modificări de-a lungul timpului. Aceste modificări au fost atât fonetice, morfologice, fonologice cât și sintactice. Datele istorice confirmă faptul că această limbă a fost mai degrabă instabilă, iar acest fapt a fost cauzat din lipsa unei reglementări mai riguroase. Limba germană înaltă veche a avut o ușoara reglementare la sfârșitul anului 1050, care din păcate, nu a avut puterea de a se menține și a se răspândi pe întreg teritoriul german. Dialectele care au trecut prin cea de a doua schimbare a vocalelor germane în Evul Mediu sunt considerate membre ale limbii germane.
Din motive de izolare geografică (i.e., munți înalți, păduri întinse) și din motive economice (rutele comerciale erau de obicei de-a lungul râurilor), limba germană a avut inițial o multitudine de dialecte care s-au dezvoltat aproape independent. Din cauza faptului că pe teritoriul Germaniei de azi au existat multe state mici, nu a existat pentru mult timp nici o forță care să acționeze pentru unificarea sau standardizarea germanei. Printre primele evenimente care au dus spre standardizare se numără traducerea Bibliei de către Martin Luther (Noul Testament în 1521 și Vechiul Testament în 1534), care se bazează pe limba germană vorbită în popor și pe cea folosită în cancelariile habsburgice.
Germana înaltă (Hochdeutsch, Standarddeutsch sau, mai precis, Standardhochdeutsch) în sensul de germană standard s-a format în sec. XVI-XVII în baza dialectelor intermediare (Mitteldeutsch) între germana de sus și cea de jos. Lucrările pentru mass media și în special cele scrise (i.e., ziarele) sunt aproape toate produse în Hochdeutsch, care este o limbă universală înțeleasă în toate zonele de limbă germană de pe glob (cu excepția preșcolarilor în zone unde se vorbește doar dialect - dar în era televiziunii, până și ei ajung să înțeleagă germana înaltă, chiar înainte de a merge la școală).
Germana înaltă (Hochdeutsch) mai are însă și un alt înțeles, anume totalitatea următoarelor limbi și dialecte: limbile germană standard, idiș și luxemburgheză, dialectele din zona centrală și de sud a Germaniei, dialectele vorbite în Austria, Liechtenstein, Elveția, Luxemburg, Tirolul de sud (Italia), Alsacia și Lorena (Franța), Belgia, Polonia, Statele Unite ale Americii (SUA), Rusia, România, Danemarca, precum și mai multe țări din America de sud și din sudul Africii.
Primul dicționar al Fraților Grimm, ale cărui 16 părți au fost publicate între 1852 și 1960, a fost și încă este cel mai complet recensământ al cuvintelor din limba germană. În 1880, regulile gramaticale și ortografice de la acea vreme au apărut în lexiconul Duden, numit așa după autorul acestuia, Konrad Duden. În 1901, această carte a fost declarată definiția standard a limbii germane.
De atunci până în 1996 nu a mai avut loc o reformă majoră a ortografiei. În 1996, s-a ajuns la decizia reformării regulilor ortografice, adică la așa-zisa ortografie germană „nouă”, pentru care lingviștii germaniști din patru state germanofone, RFG, RDG (până la reunificare), Austria și Elveția (cantoanele germanofone) s-au consfătuit timp de decenii. Noile norme au fost introduse la data de 1 august 1998.
Noua ortografie este obligatorie în Germania numai pentru școli și anumite instituții de stat. Situația legală din Germania este însă ceva mai complexă, dată fiind structura federală a statului, cu administrației pe 3 nivele – federal, statal (pe landuri) și comunal. Însă, în vederea modificării ortografiei oficiale, în Germania este suficientă o dispoziție la nivel ministerial (i.e., Erlass), nefiind nevoie și de o lege (i.e., Gesetz).
Hotărârea din 1996 a constat dintr-un compromis: atât ortografia germană veche, cât și cea nouă au fost permise în paralel, pentru o perioadă de tranziție foarte lungă – până în anul 2005. Astfel, folosirea ortografiei vechi se marca în școli cu roșu drept greșeală, dar nu se scădeau puncte la notă.
Noul standard, obligatoriu de la 1 august 2005 în Germania, Austria și Elveția, pune capăt acestui paralelism și impune școlilor și instituțiilor de stat ortografia nouă. Însă numeroase personalități, scriitori, instituții și firme se împotrivesc adoptării noii ortografii, în general considerând-o nereușită. Landurile Bayern (Bavaria) și Nordrhein-Westfalen (Renania de Nord-Vestfalia) precum și cantonul/orașul elvețian Berna (Bern) au decis să prelungească pe teritoriile lor paralelitatea ortografiilor cu încă un an. Marele cotidian (particular) de renume mondial Frankfurter Allgemeine Zeitung („F.A.Z.”) nu a acceptat deloc noua ortografie din 1998 și a continuat multă vreme să aplice ortografia „veche”.
Din cauza numeroaselor reclamații și în baza propunerilor făcute de Comisia internațională pentru ortografia germană, Conferința miniștrilor culturii și învățământului ai landurilor germane a aprobat în martie 2006 unele modificări aduse noilor reguli ortografice. Drept rezultat, noua ortografie germană revizuită (incluzând modificările de ultim moment) a intrat în vigoare la 1 august 2006 (la începutul anului școlar 2006/2007 în Germania). Elveția a decis de asemenea (în iunie 2006) adoptarea oficială a ortografiei noi revizuite. Ortografia veche a fost însă tolerată în școli, ca ortografie paralelă, timp de un an în Germania, doi ani în Austria și trei ani în Elveția.
La 22 iulie 2006, redacția dicționarelor normative "Duden" pentru limba germană (vezi: www.duden.de) a publicat o nouă ediție, nr. 24, a îndreptarului ortografic, cu ultimele modificări. Noua ortografie, în varianta inițială, nerevizuită, fusese inclusă în ediția nr. 21, din 1996, a îndreptarului.
Ca noutate absolută, conform noii ortografii, revizuite, pentru numeroase cuvinte (circa 2% din lexicul inclus) sunt admise mai multe variante. În aceste cazuri, redacția face totuși recomandări cu privire la varianta care ar urma să fie preferată. Ca o contribuție la „pacificarea” ortografiei, principalele agenții de știri și medii de informare germane au decis să aplice o scriere unitară chiar și în cazurile de ortografie multiplă. Începând cu anul școlar 2007/2008, în școlile din Germania nu se mai tolerează ortografia veche, iar erorile ortografice făcute de elevi duc la scăderea notei.
Din anul 2004 există Consiliul pentru Ortografia Germană, format din 41 de membri din șapte țări și regiuni, mai precis: Germania, Austria, Elveția, Liechtenstein, Provincia Autonomă Bolzano-Tirolul de Sud și Comunitatea germanofonă din Belgia. Este autoritatea centrală în materie de ortografie.

## Situație actuală
Germana este limba oficială în Germania, Austria și Liechtenstein, una din limbile oficiale în Belgia (alături de neerlandeză și franceză), Elveția (împreună cu franceza, retoromana și italiana) și limbă administrativă în Luxemburg (împreună cu franceza și luxemburgheza), precum și limbă oficială regională în regiunea autonomă Tirolul de Sud din nordul Italiei (alături de italiană), Raionul național german Halbstadt din Rusia (alături de rusă) și Raionul național german Azovo din Rusia (alături de rusă). Până în 1990 a fost și una dintre limbile oficiale ale Namibiei (alături de afrikaans și engleză; din 1990 este limba națională). Într-o serie de localități din Danemarca, Polonia, Slovacia, Ungaria și România germana are statut de limbă co-oficială locală de asemenea.
Totodată, germana este una dintre cele 3 limbi de lucru ale Comisiei Europene (alături de franceză și engleză), una dintre cele cinci limbi de lucru ale Adunării Parlamentare a Consiliului Europei, una dintre cele șase limbi oficiale ale OSCE și una din cele 4 limbi oficiale ale Asociației Europene de Liber Schimb.
Conform estimărilor, germana este vorbită ca limbă maternă de cca. 100 milioane de persoane (mai ales în Europa Centrală), fiind limba cu cel mai mare număr de vorbitori din Europa. Germana rămâne cea de-a treia limbă străina studiată în lume (după engleză și franceză), cu toate că influența crescândă a limbii engleze a afectat în ultimul timp rolul limbii germane în plan internațional.

## Lexic
Limba germană este o limbă pluricentrică, sintetică, fuzională cu forme de sinteză derivată și cu un continuum dialectal. O subdivizare posibilă a lexicului german este următoarea:
- Două treimi din lexicul (vocabularul tematic) consemnat în lexicoane respectă strict regulile gramaticale;
- un alt fond de cuvinte este format inițial pe baza regulilor de lexicalizare și este considerat de lingviști a fi caracteristic și necesar lexicului în uz;
- și în sfârșit, o altă parte sunt cuvinte formate ad-hoc din articulații modulare flexibile, tot printr-un proces de lexicalizare și idiomatizare a termenilor, însoțit uneori și de schimbări semantice. Această ultimă parte se găsește doar în lexiconul „interior” („mental”) al vorbitorului, nefiind consemnată nicăieri.

Astfel, limba germană este o limbă enciclopedică cu o permanentă „creație a cuvintelor” compuse instantaneu din alte cuvinte sau morfeme (substantive, verbe, adjective, atribute, afixe etc.).
Introducerea unui număr „nelimitat” de semnificații ale sensurilor noționale în ansamblarea cuvintelor formate ad-hoc constituie o posibilitate practică, această alcătuire depinzând doar de capacitățile cognitive ale ficărui individ care o uzitează. („cuvintele cu circulația cea mai mare în limbă dau adevăratul caracter al acesteia”).
În prima parte ale cuvintelor compuse există noțiuni reprezentative sau parafrazabile ale determinantului, semnificațiile acestora fiind de obicei ambivalente în format. Cuvântul de baza al sensului de referință se află la sfârșitul acestor multipli de articulații modulare și desemnează articolul întregului cuvânt compus. Alcătuirea și folosirea noilor expresii noționale sau conceptuale se instituie specific din registrele de etimologie și onomasiologie, semantica și semiotica graiurilor regionale. Această alcătuire prin derivare constituie mijlocul principal de dezvoltare permanentă a vocabularului existent. Metoda aceasta mai folosește la condensarea informațiilor într-un singur cuvânt și la efectul de precizie, al cărui conținut informativ astfel exprimat, ar fi la modul clasic necesar de relatat prin întregi construcții sintactice, propoziții și fraze.

### Mărimea lexicului german
Limba germană standard cuprinde cca 75.000 de cuvinte de bază , iar numărul total de lexeme este apreciat la 300.000 - 500.000, în funcție de autor și mod de numărare. De exemplu:
- Lexiconul „Duden. Deutsches Universalwörterbuch” indică circa 50.000 de cuvinte în limba obișnuită de zi cu zi, iar pentru lexicul principal german cca 70.000 de cuvinte [14] .
- Lucrarea „Deutsches Wörterbuch” de Frații Grimm (1852 ... 1960) se apreciază a conține cca 350.000 cuvinte [15] .
- Lexiconul lui Wahrig indică în prefața ediției 2006 că ar cuprinde cca 260.000 de cuvinte [16] .

Astfel de cifre indică însă doar ordinul de mărime al volumului de cuvinte din lexicul german, deoarece aprecierile acestea conțin de regulă
- doar o parte din termenii de specialitate din diverse domenii,
- doar o parte din cuvintele derivate și cele compuse,
- niciun cuvânt german compus din numai două componente uzuale și care de aceea este foarte ușor de înțeles (pentru cine cunoaște deja componentele sale) [17]
- niciun toponim
- iar neologismele actuale desigur că și ele lipsesc, ca în orice lucrare tipărită mai veche.

Criteriul primordial pentru ca un cuvânt să fie preluat într-un lexicon este gradul (frecvența) de utilizare.

## Limba germană în România

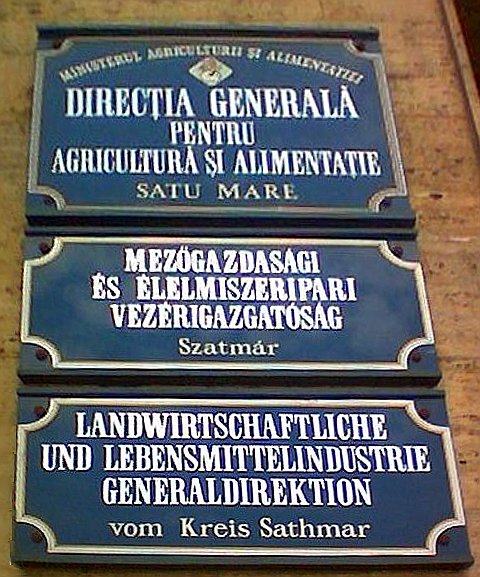
Inscripțiune trilingvă, având și germana ca a treia limbă în Satu Mare (Sathmar).

La recensământul populației din 2002 peste 60 de mii de locuitori ai României (0,3% din totalul populației din țară) s-au declarat ca fiind de origine germană (i.e., sub-grupurile constitutive ale germanilor din România fiind următoarele: sași, landleri, țipțeri, șvabi sătmăreni, șvabi bănățeni, germani bucovineni, germani dobrogeni și germani regățeni), majoritatea fiind vorbitori nativi de limbă germană (pe lângă dialectele lor native de limbă germană de asemenea, e.g., dialectul săsesc). 
De asemenea, germana este a treia limba străină vorbită în România, fiind predată la toate facultățile de limbi străine din țară. În Banat și Transilvania există și câteva licee cu predare în limba germană. La Universitatea Babeș-Bolyai din Cluj-Napoca 10 din cele 21 de facultăți ale universității oferă programe de studii și în limba germană. La Timișoara funcționează Teatrul German de Stat (Deutsches Staatstheater Temeswar), unul dintre puținele teatre de limbă germană din afara spațiului germanofon propriu-zis. În germană apar și câteva publicații periodice naționale sau regionale din România, printre care Allgemeine Deutsche Zeitung für Rumänien (ADZR), Hermannstädter Zeitung și Banater Zeitung.

## Dialectele germanei

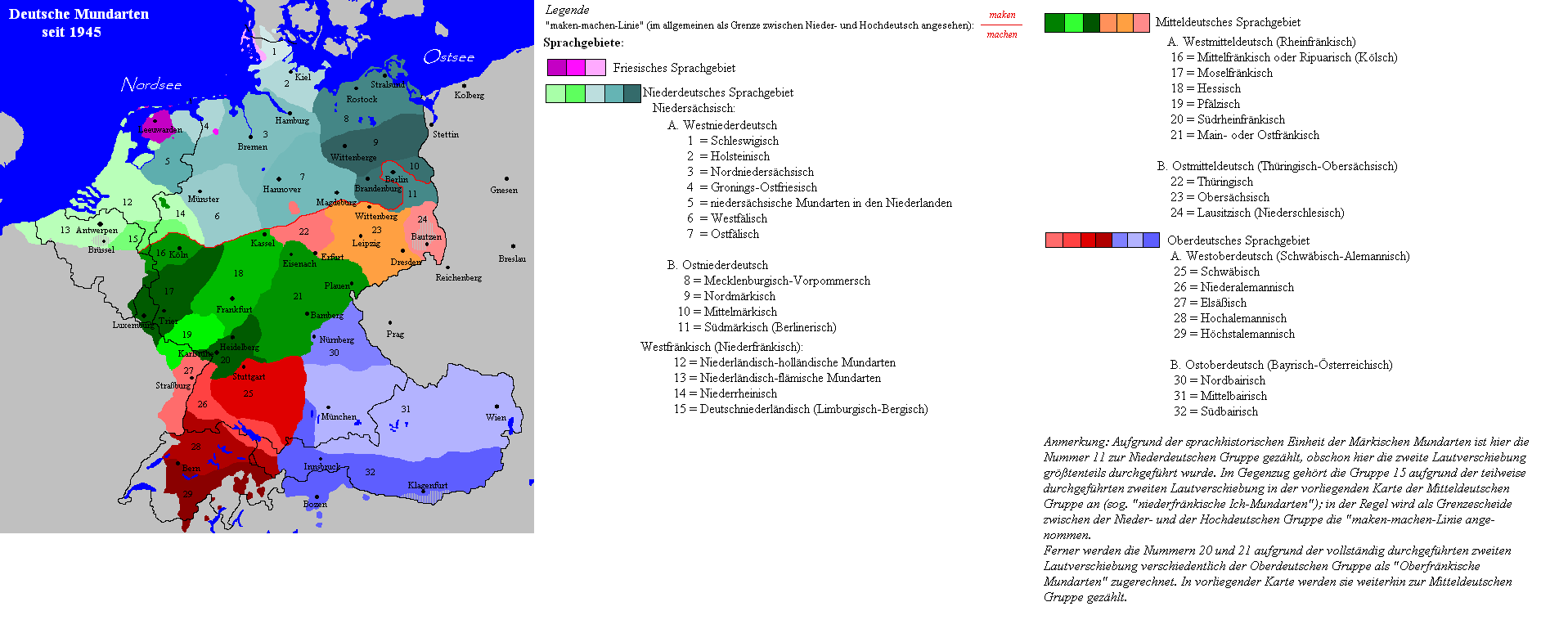
Dialectele limbii germane vorbite în Europa Centrală din 1945

Dialectele limbii germane sunt divizate în mod tradițional în trei grupuri: germana de sus (i.e., Oberdeutsch), germana mijlocie (i.e., Mitteldeutsch) și germana de jos (i.e., Niederdeutsch). „Sus” și „jos” se referă aici la altitudinea geografică a regiunii dialectale: germana de sus se vorbește mai ales în sudul Germaniei, Austria, Elveția și alte regiuni mai înalte (spre Alpi și în văile lor), în timp ce germana de jos se vorbește în nordul Germaniei care este o zonă întinsă de șes de mică altitudine (spre Marea Nordului și Marea Baltică sau din Saxonia spre Pomerania).
Germana de jos (i.e., Niederdeutsch sau Niededeutsche Sprache) se divizează în două grupuri dialectale, mai precis: saxona inferioară și francona inferioară, vorbite în nordul Germaniei, Țările de Jos și nordul Belgiei, precum și de coloniștii germani, neerlandezi și flamanzi stabiliți în Africa și America. Dialectele francone inferioare ale germanei de jos stau la baza limbii neerlandeze. Unii lingviști consideră germana de jos a fi o limbă distinctă, nu doar un dialect.
Germana mijlocie se împarte, de asemenea, în două grupuri dialectale: germana mijlocie occidentală (i.e., Westmitteldeutsch) și germana mijlocie orientală (i.e., Ostmitteldeutsch), fiind vorbită în centrul Germaniei (Saxonia Superioară, Luzacia, sud-estul Brandenburgului, nordul Turingiei, Hessa, Renania Superioară, Renania-Palatinat, Saarland), precum și în Luxemburg, estul Belgiei și în regiunea franceză Lorena). Grație poziției sale mediane între dialectele germanei de jos și ale celei de sus, dialectul Lausitzisch-Neumärkisch al germanei mijlocii orientale (vorbit în Berlin și în sud-estul Brandenburgului) stă la baza germanei standard (Hochdeutsch).
Germana de sus (Oberdeutsch; a nu se confunda cu germana standard sau „înaltă” numită Hochdeutsch) se împarte în trei grupuri dialectale, la rândul lor subdivizate în graiuri (“Mundarten”): francon (Fränkische Mundarten), austro-bavarez (Österreichisch-Bairische Mundarten) și suebo-alemanic (Schwäbisch-Alemannische Mundarten), vorbite în sudul Germaniei, Austria, Elveția, regiunea autonomă italiană Tirolul de Sud și în Alsacia din Franța.
Unele dialecte contemporane ale limbii germane s-au format între secolele XVII și XIX în America de Nord prin amestecul diferitor graiuri germane vorbite în Europa Centrală, printre acestea numărându-se germana din Pennsylvania, germana texană și germana hutterită.
În România, germanii din Transilvania vorbesc acasă de cele mai multe ori dialectul săsesc (dacă sunt sași) sau cel șvăbesc (care se împarte în dialectul șvăbesc bănățean și dialectul șvăbesc sătmărean). Pe de altă parte, germanii bucovineni vorbesc o serie de dialecte în funcție de regiunea lor de origine (e.g., țipțerii anumite dialecte țipțerești iar șvabii pe cel șvăbesc). Un alt dialect al limbii germane vorbit în România este dialectul landlerilor (i.e., Landlerisch).

## Coduri lingvistice
- SIL code: GER
- ISO 639-1: de
- ISO 639-2(B): ger
- ISO 639-2(T): deu

## Limbi creole
Unserdeutsch sau Creola Rabaul Germană este o limbă creolă, bazată pe limba germană, vorbită în Papua Noua Guinee și în nord-estul Australiei.

## Galerie

Hartă lingvistică a limbii germane vorbite în Europa Centrală și de Est înaintea Primului Război Mondial
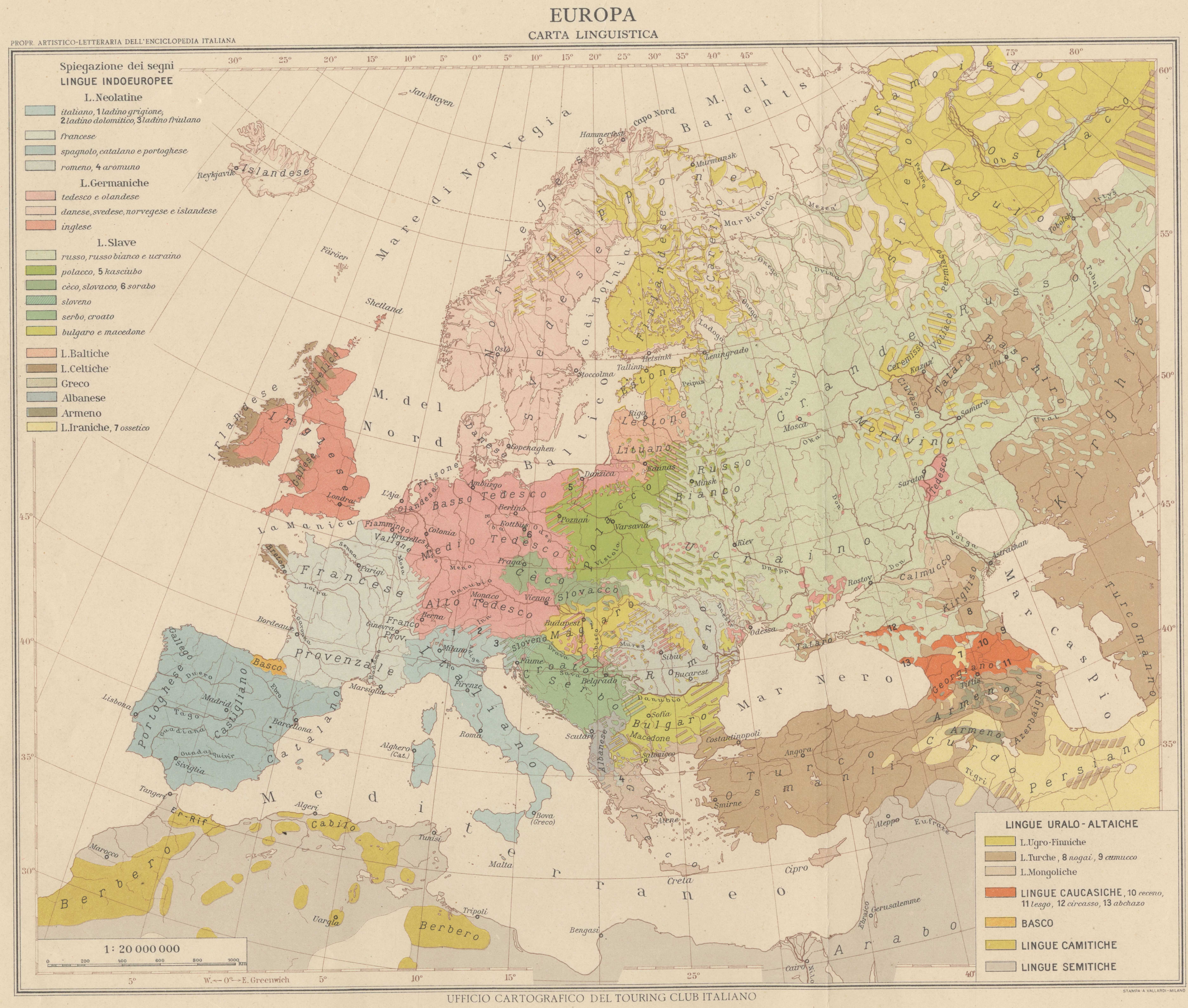
Hartă lingvistică a Europei de la începutul secolului al XX-lea în limba italiană, înfățișând răspândirea limbii germane pe cuprinsul continentului în roz închis
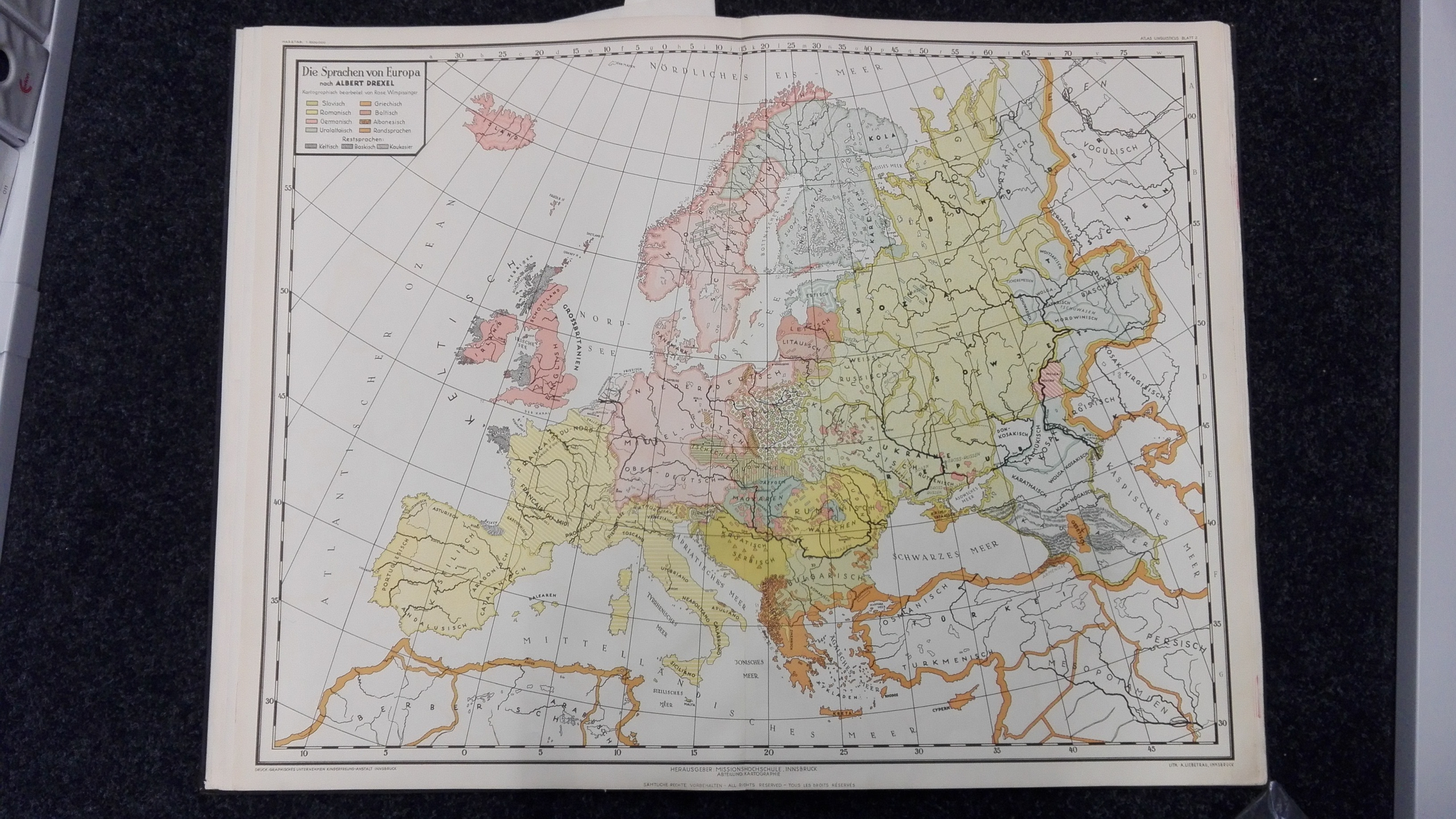
Limbile din Europa, hartă lingvistică dintr-un atlas de limbă germană publicat în anul 1934, în Perioada interbelică (limba germană este marcată în roz iar enclavele lingvistice germane din Europa Centrală și de Est în roz-cărămiziu)
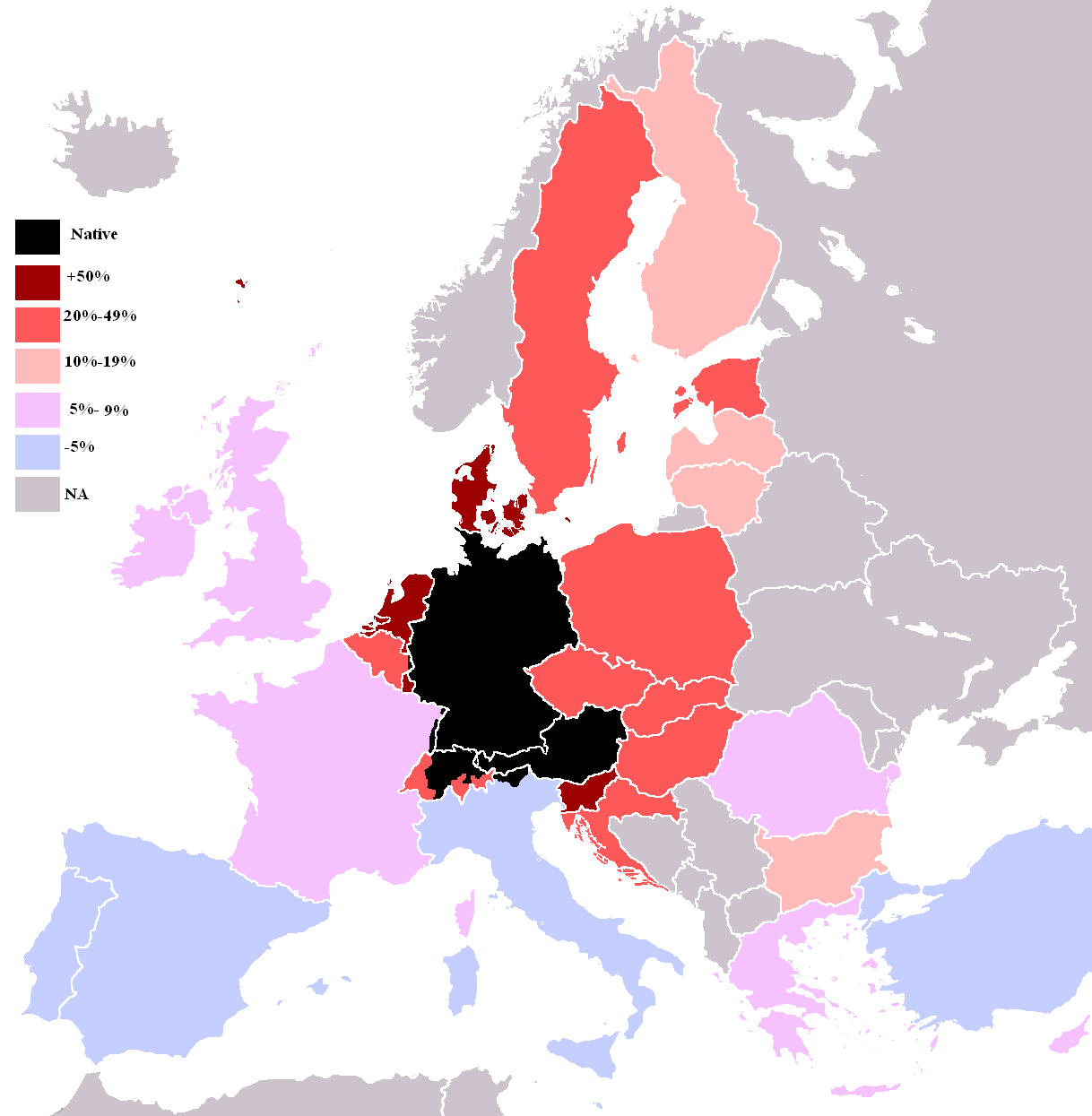
Răspândirea cunoștințelor de limbă germană pe cuprinsul Uniunii Europene (UE) în secolul XXI (România fiind încadrată în categoria cu procentele 5%–9%)
Răspândirea cunoștințelor de limbă germană pe cuprinsul Uniunii Europene (UE) în secolul XXI (România fiind încadrată în categoria cu procentele 5%–9%)
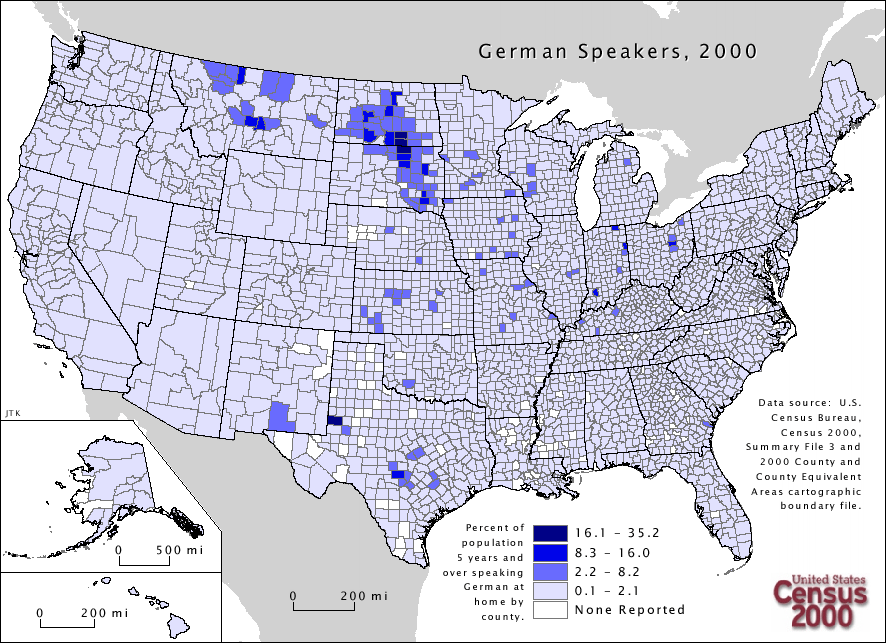
Ponderea vorbitorilor de limbă germană pe cuprinsul Statelor Unite ale Americii (SUA), conform recensământului american din 2000
A doua cea mai prevalentă limbă nativă în Statele Unite ale Americii după stat (limba germană este marcată cu verde în zona de Midwestern United States of America, în două state, unul dintre acestea aflate la graniță cu Canada)